# Thomas Rathe
Thomas Rathe (født 9. juni 1979 i Holstebro) er en tidligere professionel fodboldspiller.
Rathe fik debut i Superligaen 25. august 2002, da han med FC Midtjylland spillede på udebane mod Esbjerg fB. I det 40. minut kom blev han indskiftet og afløste Christian Magleby.
Han skiftede i sommeren 2005 til SønderjyskE efter han hele karrieren havde spillet i Herning. Det blev til i alt 20 kampe i Superligaen for sønderjyderne. Året efter skiftede han til Kolding FC og her nåede Rathe at spillede 3½ år, inden han i december 2009 indstillede fodbold-karrieren.

## Karriere
- Herning KFUM
- Herning Fremad
- FC Midtjylland
- SønderjyskE (2005-06)
- Kolding FC (2006-09)